# Mátray József
Mátray József, született: Ketskés Maczonkay Károly (Zenta, 1897. február 25. – ?, 1989. március 17.) magyar színművész, színházi rendező.

## Élete
Szülei: Ketskés Maczonkay János és Keczeli Mészáros Viktória. Az első világháború alatt katonaként szolgált, majd hazatérve elvégezte Rózsahegyi Kálmán színiiskoláját. 1924-ben Alapi Nándor Országos Kamara Színházához szerződött. 1927 és 1945 között a Vígszínház tagja volt, de 1940 és 1944 között fellépett a Madách Színházban is. 1949–50-ben a Pesti Színházban, majd 1952 és 1955 között az Állami Déryné Színházban játszott és rendezett. 1962-es nyugdíjazásáig ismét a Madách Színház tagja volt. Főként karakter- és epizódszerepeket alakított.

## Szerepei

### Főbb színházi szerepei
- Bíró Lajos: Fölszállott a páva – Levinszky
- George Kaufman–Moss Hart: Örök keringő – Everett Nash
- Ferdinand Bruckner: Angliai Erzsébet – Suffolk

### Filmszerepei
- A repülő arany (1932) – újságíró
- Budai cukrászda (1935) – rácmedgyesi főbíró, Dr. Demeczky Győző körorvos barátja
- Méltóságos kisasszony (1937) – vendég Bartoséknál
- Segítség, örököltem! (1937) – újságíró
- A férfi mind őrült (1937) – egy úr a kiállításon
- Pillanatnyi pénzzavar (1937-38) – rendőr
- Bors István (1938-39) – jegyző
- Sarajevo (1940) – sorozótiszt
- Balkezes angyal (1940-41) – ügyvéd
- András (1941) – báró Kázmér, vendég az estélyen
- Tavaszi szonáta (1942) – Réthey Ákos, Pálos Éva udvarlója
- Estélyi ruha kötelező (1942) – szállodatitkár
- Külvárosi őrszoba (1942) – főtiszt
- Makacs Kata (1943) – Dr. Vass Elemér, Juhász Blanka vőlegénye
- Fény és árnyék (1943) – vendég Déryék estélyén, vezérigazgató
- Futótűz (1943) – színházi komité
- Díszmagyar (1949) – báró Kékesy
- Különös házasság (1951) – kanonok

## Főbb rendezései
- Jurij Burjakovszkij: Üzenet az élőknek
- Vaszy Viktor: Dankó Pista